# 小行星6911
小行星6911（英語：6911 Nancygreen）是一颗围绕太阳公转的小行星。1991年4月10日，埃莉諾·赫琳在帕洛马山发现了此天体。
这颗小行星的绝对星等为168.3827725944993等。